# Candolleomyces
Candolleomyces D. Wächt. & A. Melzer – rodzaj grzybów z rodziny kruchaweczkowatych (Psathyrellaceae).

## Systematyka i nazewnictwo
Pozycja w klasyfikacji według Index Fungorum: Psathyrellaceae, Agaricales, Agaricomycetidae, Agaricomycetes, Agaricomycotina, Basidiomycota.
Takson utworzyli D. Wächt. i A. Melzer w 2020 r.
Gatunki występujące w Polsce:
- Candolleomyces badiophyllus (Romagn.) D. Wächt. & A. Melzer 2020[2]
- Candolleomyces candolleanus (Fr.) D. Wächt. & A. Melzer 2020 – tzw. kruchaweczka zaroślowa
- Candolleomyces leucotephrus (Berk. & Broome) D. Wächt. & A. Melzer 2020 – tzw. kruchaweczka biaława
- Candolleomyces typhae (Kalchbr.) D. Wächt. & A. Melzer 2020[2]

Nazwy naukowe według Index Fungorum. Wykaz gatunków według W. Wojewody i innych. Nazwy polskie według W. Wojewody. Są już niespójne z aktualnym nazewnictwem naukowym.